# Tjuvasjiens nationalsång
Tjuvasjiens nationalsång komponerades av German Lebedev. Texten skrevs av Ille Tuktasj.

## Text
| Tjuvasjiska officiell text | Latinsk skrift | IFA-transkription |
| --- | --- | --- |
| I Ҫурхи тӗнче вӑраннӑ чух, Хаваслӑ кун шӑраннӑ чух, Чун савӑнать: чӗре сикет, Ҫӗршывӑм ҫинчен юрлас килет. Хушса юрламалли: Тӑван ҫӗршыв, тӑван ҫӗршыв, Асран кайми юратнӑ ҫӗршыв. Тӑван ҫӗршыв, тӑван ҫӗршыв, Мухтав сана ҫуралнӑ ҫӗршыв. II Яшсем–херсем вылянӑ чух, Атте–анне ӑс панӑ чух, Чун савӑнать, чӗре сикет, Татах та нумай пурнас килет. Хушса юрламалли III Тӑвансемпе пӗрлешнӗ чух, Чӑваш тӗнчи ҫӗкленнӗ чух, Чун савӑнать: чӗре сикет, Татах та хастар пулас килет. Хушса юрламалли | I Sjurhi töntje vårannå tjuh, Havaslå kun skårannå tjuh, Tjun savånat: tjöre siket, Sjörskyvåm sjintjen jurlas kilet. Husksa jurlamalli: Tåvan sjörskyv, tåvan sjörskyv, Asran kajmi juratnå sjörskyv. Tåvan sjörskyv, tåvan sjörskyv, Muhtav sana, sjuralnå sjörskyv. II Jasksem–hersem vyljanå tjuh, Atte–anne ås panå tjuh, Tjun savånat, tjöre siket, Tatah ta numaj purnas kilet. Husksa jurlamalli III Tåvansempe pörlesknö tjuh, Tjåvask töntji sjöklennö tjuh, Tjun savånat: tjöre siket, Tatah ta hastar pulas kilet. Husksa jurlamalli | 1 [ɕurʲ.ˈɣʲi tʲɘ̹nʲ.ˈd͡ʑʲe ʋə̹.rɑn.ˈnə̹ t͡ɕux \|] [xɑ.ˈʋɑs.lə̹ kun ʂə̹.ˈrɑn.nə̹ t͡ɕux ‖] [t͡ɕun sɑ.ʋə̹.ˈnɑtʲ \| t͡ɕʲɘ̹.ˈrʲe sʲi.ˈɡʲetʲ \|] [ɕʲɘ̹rʲ.ˈʂɨ.ʋə̹m ɕʲinʲ.ˈd͡ʑʲenʲ jur.ˈlɑs kʲi.ˈlʲetʲ ‖] [xuʂ.ˈsɑ jur.lɑ.mɑlʲ.ˈlʲi] [tə̹.ˈʋɑn ɕʲɘ̹rʲ.ˈʐɨʋ \| tə̹.ˈʋɑn ɕʲɘ̹rʲ.ˈʐɨʋ \|] [ɑs.ˈrɑn kɑj.ˈmʲi \| ju.ˈrɑt.nə̹ ɕʲɘ̹rʲ.ˈʐɨʋ ‖] [tə̹.ˈʋɑn ɕʲɘ̹rʲ.ˈʐɨʋ \| tə̹.ˈʋɑn ɕʲɘ̹rʲ.ˈʐɨʋ \|] [mux.ˈtɑʋ sɑ.ˈnɑ \| ɕu.ˈrɑl.nə̹ ɕʲɘ̹rʲ.ˈʐɨʋ ‖] 2 [jɑʂ.ˈsʲemʲ xʲerʲ.ˈzʲemʲ \| ʋɨl.ˈjɑ.nə̹ t͡ɕux \|] [ɑtʲ.ˈtʲe ɑnʲ.ˈnʲe \| ə̹s ˈpɑ.nə̹ t͡ɕux ‖] [t͡ɕun sɑ.ʋə̹.ˈnɑtʲ \| t͡ɕʲɘ̹.ˈrʲe sʲi.ˈgʲetʲ \|] [tɑ.ˈdɑx tɑ nu.ˈmɑj pur.ˈnɑs kʲi.ˈlʲetʲ ‖] [xuʂ.ˈsɑ jur.lɑ.mɑlʲ.ˈlʲi] 3 [tə̹.ʋɑnʲ.zʲemʲ.ˈpʲe \| pʲɘ̹rʲ.ˈlʲeʂʲ.nʲɘ̹ t͡ɕux \|] [t͡ɕə̹.ˈʋɑʂ tʲɘ̹nʲ.ˈd͡ʑʲi \| ɕʲɘ̹kʲ.ˈlʲenʲ.nʲɘ̹ t͡ɕux ‖] [t͡ɕun sɑ.ʋə̹.ˈnɑtʲ \| t͡ɕʲɘ̹.ˈrʲe sʲiˈ.gʲetʲ \|] [tɑ.ˈdɑx tɑ xɑs.ˈtɑr pu.ˈlɑs kʲi.ˈlʲetʲ ‖] [xuʂ.ˈsɑ jur.lɑ.mɑlʲ.ˈlʲi] |

| Ryska | Svensk inofficiell text |
| --- | --- |
| Когда весны широкий свод Лучи живые щедро льёт, - На добрый лад судьбу верша, О крае родном поёт душа. Поклон тебе, О Родина, Красавица На все времена. Поклон тебе, О Родина, Да cлавится Родная страна! Отца на смену выйдя в путь, Ты, юность, им опорой будь. На добрый лад судьбу верша, О жизни большой поёт душа. Поклон тебе, О Родина, Красавица На все времена. Поклон тебе, О Родина, Да cлавится Родная страна! Народ народу — друг и брат, Отныне и чуваш крылат, На добрый лад судьбу верша, О силе людской поёт душа. Поклон тебе, О Родина, Красавица На все времена. Поклон тебе, О Родина, Да cлавится Родная страна! | När vårvärlden vaknar När en vacker dag kommer Då är själen glad, hjärtat klappar Då vill jag sjunga om mitt land. Mitt älskade land Dig kommer jag Att aldrig glömma Mitt älskade land Var välsignat, Mitt underbara hemland När ungdomar leker När föräldrar ger råd Då är själen glad, hjärtat klappar Då får jag ännu mer lust att sjunga om mitt land Mitt älskade land Dig kommer jag Att aldrig glömma Mitt älskade land Var välsignat, Mitt underbara hemland När vänner samlas När tjuvasjiska världen reser sig Då är själen glad, hjärtat klappar Då fylls jag med stolthet. Mitt älskade land Dig kommer jag Att aldrig glömma Mitt älskade land Var välsignat, Mitt underbara hemland |